# Jacques Chérèque
Pour les articles homonymes, voir Chérèque.
Jacques Chérèque, né le 9 septembre 1928 à Dijon et mort le 24 décembre 2017 à Nancy, est un syndicaliste CFDT, préfet et homme politique français.

## Biographie

### Famille et formation
Jacques Louis André Chérèque est né le 9 septembre 1928 à Dijon. Le 7 novembre 1950, il épouse Marie Colson. De cette union naissent cinq enfants :
- - Philippe Chérèque (1951), ingénieur diplômé de l'Institut supérieur d'électronique de Paris (ISEP) (promotion 1973)[3], vice-président exécutif commercial du groupe Amadeus de 2009 à 2011, président d’American Express Global Business Travel depuis 2016
  - Marc Chérèque (1953), ingénieur diplômé de l'École nationale supérieure d'informatique et de mathématiques appliquées (ENSIMAG) (promotion 1977)[3], président du club de rugby du FC Grenoble
  - Pierre Chérèque
  - François Chérèque (1956-2017), éducateur spécialisé, secrétaire général de la CFDT de 2002 à 2012, inspecteur général des Affaires sociales et président de l'Agence du service civique (2013-2016)
  - Paul Chérèque, ingénieur diplômé de l'École supérieure du bois (ESB) (promotion 1981)[3]

### Carrière professionnelle, syndicale et politique
Il entre dans la vie active en 1949 comme ouvrier spécialisé (OS)  et, grâce à la formation permanente, il devient chef de fabrication aux aciéries de Pompey (Meurthe-et-Moselle). Jacques Chérèque milite à la Confédération française des travailleurs chrétiens (CFTC). Après avoir conduit la CFTC première organisation syndicale, il doit structurer et développer le syndicat CFTC de la sidérurgie lorraine ; il participe activement à la transformation de la CFTC en Confédération française démocratique du travail (CFDT).
Il devient secrétaire général de la Fédération générale de la métallurgie (FGM-CFDT) en 1971, puis secrétaire général adjoint de la CFDT en 1979.
Membre du PSU, il adhère au Parti socialiste après les Assises du socialisme organisées par Michel Rocard les 12-13 et 14 octobre 1974.
Comprenant que la sidérurgie lorraine est condamnée, il cherche des solutions de remplacement. Le ministre de l'Industrie Laurent Fabius lui propose, après avoir obtenu l'accord du président François Mitterrand, d'être nommé préfet délégué pour le redéploiement industriel en Lorraine (1984), ce qu'il accepte. En 1986, lorsque François Mitterrand nomme Jacques Chirac chef du gouvernement, celui-ci lui dit : « Je vous maintiens parce que mes amis en Lorraine me disent que ce serait une connerie de vous enlever ».
Une fois la cohabitation terminée, il est nommé ministre chargé de l'Aménagement du territoire et à la reconversion industrielle sous le deuxième gouvernement Rocard de 1988 à 1991 ; il dit vouloir sauver ce qui peut l’être. Il est conseiller général (PS) dans le canton de Pompey de 1988 à 1992.
Il considère comme inéluctable la restructuration de la sidérurgie lorraine et est l'un des artisans de la convention générale de protection sociale qui protège les salariés lors de la fermeture de nombreux sites sidérurgiques français.
Il est l'auteur de la célèbre répartie : « Il faut retirer les hauts fourneaux de la tête des sidérurgistes lorrains ».
L'unité d'action avec la CGT de la métallurgie est rompue lors de l'abandon par le PCF du programme commun de la gauche. La baisse de consommation d'acier et la fabrication dans d'autres pays provoquent des plans sociaux dans la sidérurgie, entraînant de nombreuses suppressions d'emplois dans le Nord et en Lorraine.
En tant que ministre délégué à l'Aménagement du territoire, il est l'inspirateur de la notion de « banane bleue », qui désigne l'espace le plus développé du continent européen.
Son fils François, syndicaliste et secrétaire général de la CFDT de 2002 à 2012, est mort également en 2017, le 2 janvier.

## Publication
- Jacques Chérèque et Stéphane Bugat, La Rage de faire (préface de Jacques Delors), Paris, éditions Balland, 2007  (ISBN 978-2-35315-016-8)